# Капитонов, Игорь Михайлович
И́горь Миха́йлович Капито́нов (род. 16 сентября 1940 года, в Москве) — советский и российский физик, доктор физико-математических наук. Профессор кафедры общей ядерной физики физического факультета МГУ. Член учёного совета физического факультета МГУ (90-е годы).

## Биография
Окончил физический факультет МГУ в 1963 году по специальности «физика». В 1969 году защитил кандидатскую диссертацию по теме «Структура гигантского резонанса на средних и тяжелых ядрах», доктор физико-математических наук с 1984 года, название докторской диссертации «Гигантский дипольный резонанс ядер sd-оболочки».
Заслуженный профессор МГУ (2011).

## Научная деятельность
В область научных интересов И. М. Капитонова входит физика ядра и элементарных частиц. Им был внесён вклад в изучение гигантского дипольного резонанса, созданы экспериментальные методики и выполнены работы по измерению гигантского резонанса в ядерных реакциях под действием гамма-квантов, изучена структура гигантского резонанса у средних и тяжёлых ядер, изучен механизм его распада, установлена роль, которую играют в явлении гигантского резонанса ядерные оболочки и квантовые числа изоспина. И. М. Капитонов открыл «Закономерность конфигурационного расщепления гигантского дипольного резонанса у лёгких атомных ядер» (открытие № 342, 1987, соавторы Б. C. Ишханов, В. Г. Неудачин, В. Г. Шевченко, Н. П. Юдин). Впервые в России выполнил эксперименты по флуоресценции атомных ядер.

## Преподавательская деятельность
В МГУ преподаёт на физическом факультете лекционный курс заключительного раздела общего курса физики «Физика атомного ядра и элементарных частиц», а также ведёт семинары по этому курсу. Создал и читал специальные курсы «Взаимодействие электромагнитного излучения с атомными ядрами», «Взаимодействие фотонов и электронов с атомными ядрами», «Ядерная резонансная флуоресценция». В 1969—1983 годах руководил общим ядерным практикумом физического факультета.

## Награды
- Лауреат Ломоносовской премии МГУ (1994)
- Медаль «В память 850-летия Москвы»